# Мекињак
Мекињак (лат. Drypis spinosa) је биљка распрострањена на Динарским, Шарско-пиндским и Апенинским планинама, те се може сматрати балканско-апенинским ендемом.

## Опис
Мекињак је биљка са бројним усправним, укоченим и четворобридастим, као разгранатим стабљикама. Листови су уско линеалним и укочени, а на врху зашиљени у чврсте бодље. Цвати су сједеће дихазије, готово главичасте. Горње брактеје су ланцетасте, са дугачким терминалним трном и знатно надмашују цвјетове. Чашица је при основи танка и кожаста. Круничне лиске су до основа дводијелне, а нокатац је дужи од чашице. Мекињак такође има и пет модрикастих прашника. Плод је јајасто-елиптична чахура, која се отвара поклопцем.

## Уопштено
Насељава карбонатне сипаре субалпинског и алпинског појаса. Земљиште на нјеним стаништима је калкорегосол или карбонатни сирозем на сипару, веома сиромашно хумусом, храњивим солима и водом. Средње годишње температуре на њеним стаништима најчешће варирају између 2 и 6 °C, апсолутне минималне се спуштају до -35 °C, а апсолутне максималне се дижу до 40 °C. Добро је прилагођена и на дугу физиолошку и на кратку физичку сушу. Припада категорији хелиофита, и има веома широку еколошку валенцу у односу на свјетло. Као врста пионирских биљних заједница на планинским сипарима, има изузетан значај у заустављању ерозије и матичног супстрата и тла, те је треба заштити и проширити, залагањем планинара и горана, на све наше сипаре планинских предјела. Значајна је и као субендемична балканско-апенинска врста, те је треба штитити и ширити са аспекта очувања генофонда наше флоре. Слична јој је врста Drypis jacquiniana.